# Бельштедт
Бельштедт (нем. Bellstedt) — община в Германии, в земле Тюрингия. 
Входит в состав района Кифхойзер.  Население составляет 172 человека (на 31 декабря 2010 года). Занимает площадь 4,77 км².